# Hedwig Scherrer
Pour les articles homonymes, voir Scherrer.
Hedwig Scherrer (née le 11 mars 1878 à Sulgen, morte le 8 mai 1940 à Zurich) est une peintre suisse.

## Biographie
Scherrer grandit comme l'enfant unique d'une famille de la classe bourgeoise, dans un climat de cosmopolitisme et d'intérêt culturel. Son père est un avocat, homme politique et magistrat de Saint-Gall qui fait campagne pour la paix dans le monde. La mère encourage le dessin et le talent musical de la fille.
Elle et son amie Frida Kaiser sont très préoccupées par l'égalité des femmes et l'amélioration des conditions sociales dès le plus jeune âge. En 1894, elle entre à l'école de dessin du Musée du commerce de Saint-Gall (aujourd'hui Musée du textile) et suit les cours de dessin des plantes auprès de Johannes Stauffacher et de dessin figuratif d'Emil Nolde. Elle complète sa formation générale par des séjours dans des instituts de Suisse romande et d'Angleterre.
En 1896, elle se forme en tant qu'artiste indépendante à l'académie des femmes de Munich, dans les domaines du dessin de nu et de paysage, du portrait, de l'illustration et de diverses techniques de peinture et d'impression. En 1900, elle complète sa formation artistique à Paris.
Scherrer reçoit ses premières commandes pour l'illustration de magnifiques volumes historiques, tels que Le Canton de Saint-Gall 1803-1903, L'Histoire de la Suisse au XIXe siècle et La Femme suisse.
Les troubles dans la maison de ses parents et le bruit de la circulation dans la ville ainsi que l'exemple d'autres peintres conduisent à la construction de l'atelier à Montlingen.
Cependant, elle passe l'hiver à sa ville natale de Saint-Gall et continue à proposer un large éventail d'activités :
- Estampes pour des clubs sportifs (club de ski et alpin, Wandervogel), des activités auxquels elle-même participe
- Équipement, décors et modèles de figurines pour le théâtre de marionnettes de Saint-Gall (1903-1943)
- Fresques pour les hôpitaux et les maisons à Saint-Gall, Zurich et Toggenburg
- Poésie et illustration de livres de contes de fées (commandes privées)
- Caricatures, concernant principalement sa propre vie, sa famille et son entourage.

En plus des activités artistiques, elle a des correspondances avec des amis partageant les mêmes idées. La relation avec l'industriel Fritz Iklé se rompt lorsque Scherrer réalise que l'art et le mariage sont inconciliables. Elle noue de précieux contacts de camaraderie avec le professeur, peintre, musicien et folkloriste du Toggenburg Albert Edelmann.
Vers 1918, Hedwig Scherrer découvre un nouveau genre d'art, la miniature, qu'elle développe tant sur le fond que sur la forme et qui lui ouvre la voie de l'Art Nouveau au symbolisme et à l'expressionnisme. Après la mort de son père en 1924, elle se tourne à nouveau vers un nouveau domaine, les costumes traditionnels, comme un retour à la culture traditionnelle et comme une réaction aux caprices de la mode. Scherrer étudie les costumes historiques et crée de nouveaux modèles et instructions pour les fabriquer. Elle s'occupe elle-même des Rheintaler Trachtengruppe et leur offre en 1930 un recueil de chansons qu'elle avait elle-même créées.
Après l'arrivée au pouvoir d'Hitler, Scherrer poursuit le travail pacifiste de son défunt père en créant des affiches contre l'industrie de l'armement et la guerre au nom d'organisations pacifistes.
Au cours des dernières années de sa vie, elle tombe dans une détresse financière croissante, en partie parce que les revenus de la Fondation de la famille Scherrer chutent en raison de la crise économique, parce qu'il n'y a pas assez de commandes artistiques et, surtout, parce qu'elle se dépense pour le compte des nécessiteux, des réfugiés politiques et des gardes-frontières.
Dans son testament, elle cède le bâtiment de son atelier à l'Association des artistes de Saint-Gall (aujourd'hui visarte est). L'organisation subsidiaire, la Fondation Hedwig Scherrer, s'occupe désormais de la maison et du domaine.